# Oh No, Not You Again
«Oh No, Not You Again» —en español: «Oh no, no tú de nuevo»— es una canción de la banda británica de rock The Rolling Stones, incluida en su álbum A Bigger Bang, del 2005. Aparece como la décima pista del álbum, y es la última de una larga serie de composiciones de Mick Jagger y Keith Richards. 

## Historia
Uno de los temas más conocidos de A Bigger Bang, fue utilizada para promocionar la gira y en campañas publicitarias en los medios de comunicación. Fue la primera nueva canción del álbum que la banda tocó para el público en una actuación sorpresa en la Juilliard School en Nueva York.
Mick Jagger comentó sobre la pista "«Oh No, Not You Again» es una canción incidente ... se trata de un incidente real y tiene toneladas de humor en él. Para mí, es más divertido. ¿No odias eso, cuando la gente usa canciones para hacer su terapia?.
Durante A Bigger Bang Tour, el cual llevó a los Stones por los cinco continentes «Oh No, Not You Again» fue interpretada en la mayoría de los conciertos y bien recibida por seguidores y críticos por igual, a pesar de que los críticos notaron semejanzas en la estructura de la canción con otras de la banda.
La canción consiguió una significativa difusión en radios de rock en los Estados Unidos, alcanzando el puesto # 34 en el Billboard Mainstream Rock Tracks en diciembre de 2005.
Charlie Watts dijo en broma que el título de la canción también debió ser el nombre del álbum , en referencia al constante regreso de la banda al estudio.
Un huevo de Pascua en la página web interactiva de la serie Supernatural, que se transmite por la CW Television Network, menciona a esta canción en un recorte de periódico sobre un concierto, que se encuentra en el cuadro de las armas.

## Rumores sobre sencillo
Para la primavera del 2006, se rumoreaba erróneamente que «Oh No, Not You Again» sería el próximo sencillo. Este rumor se demostró falso cuando en abril de 2006, se anunció que el sencillo sería «Biggest Mistake».

## Personal
Acreditados:
- Mick Jagger:voz, guitarra eléctrica.
- Keith Richards: guitarra eléctrica.
- Charlie Watts: batería.
- Ron Wood: guitarra eléctrica.
- Darryl Jones: bajo.